# Louis Freeh
Louis Joseph Freeh (Jersey City, New Jersey, 6. siječnja 1950.) američki je odvjetnik, poduzetnik i političar, poznat kao bivši direktor FBI-ja u doba administracije predsjednika Clintona i Georgea W. Busha. Član je Republikanske stranke.
Freeh je odrastao u katoličkoj obitelji, a godine 1971. diplomirao je na Sveučilištu Rutgers. Godine 1975. priključio se FBI-ju i služio kao agent u njujorškom uredu. Godine 1981. postao je savezni tužitelj, a 1991. i savezni sudac. Bill Clinton ga je 1993. imenovao, a Senat potvrdio na mjesto direktora FBI-ja.
Na početku mandata FBI je bio pod žestokim kritkama američke javnosti zbog krvavih incidenata u Ruby Ridgeu i Wacou. Freeh je kao tehnokrat pokušao popraviti taj dojam, iako su se kritike nastavile, prvenstevno zbog neuspjeha da se spriječi bombaški napad u Oklahoma Cityju.
Zbog brojnih kritika Freeh je u lipnju 2001. podnio ostavku. Kasnije je u javnosti branio FBI od optužbi za nesposobnost koje su se pojavile nakon Napada 11. rujna 2001. godine. Danas radi kao odvjetnik.
Freeh je 2005. objavio knjigu memoara u kojoj se prilično kritički odnosi prema predsjedniku Clintonu.